# Tylosperma sericophylla
Tylosperma sericophylla är en rosväxtart som först beskrevs av Richard Neville Parker, och fick sitt nu gällande namn av Soják. Tylosperma sericophylla ingår i släktet Tylosperma och familjen rosväxter. Inga underarter finns listade i Catalogue of Life.